# 卡方分佈
卡方分布（χ²-，或寫作χ²分布）是概率论与统计学中常用的一种概率分布。卡方分布是一种特殊的伽玛分布，是統計推論中应用最为广泛的概率分布之一，例如假說檢定和置信区间的计算。卡方分布也是由标准正态变量的平方和形成的分布。
由卡方分布延伸出來皮爾森卡方檢定常用于：
1. 樣本某性質的比例分布與母體理論分布的拟合优度（例如某行政機關男女比是否符合該機關所在城鎮的男女比）；
2. 同一母體的兩個随机变量是否独立（例如人的身高與交通違規的關聯性）；
3. 二或多個母體同一屬性的同質性檢定（義大利麵店和壽司店的營業額有沒有差距）。（詳見皮爾森卡方檢定）

## 数学定义
若k个随机变量{\displaystyle Z_{1}}、......、{\displaystyle Z_{k}}是相互独立且符合标准正态分布的随机变量（数学期望为0、方差为1），则随机变量Z的平方和
{\displaystyle X=\sum _{i=1}^{k}Z_{i}^{2}}
被称为服从自由度为 k 的卡方分布，记作
{\displaystyle X\ \sim \ \chi ^{2}(k)\,}
{\displaystyle \ X\ \sim \ \chi _{k}^{2}}

## 性质
可以在文章右上角的表中看到更多卡方分布的性质。

### 概率密度函数
卡方分布的概率密度函数为：
{\displaystyle f_{k}(x)={\frac {1}{2^{\frac {k}{2}}\Gamma ({\frac {k}{2}})}}x^{{\frac {k}{2}}-1}e^{\frac {-x}{2}}}
其中{\displaystyle x\geq 0}，当{\displaystyle x\leq 0}时{\displaystyle f_{k}(x)=0}。这里Γ代表Gamma函数。

### 累积分布函数
卡方分布的累积分布函数为：
{\displaystyle F_{k}(x)={\frac {\gamma {\Bigl (}{\frac {k}{2}},{\frac {x}{2}}{\Bigr )}}{\Gamma ({\frac {k}{2}})}}}，
其中γ(k,z)为不完全Γ函数
在大多数涉及卡方分布的书中都会提供它的累积分布函数的对照表。此外许多表格计算软件如OpenOffice.org Calc和Microsoft Excel中都包括卡方分布函数。
自由度为k的卡方变量的平均值是k，方差是2k。
卡方分布是伽玛分布的一个特例，它的熵为：
{\displaystyle H=\int _{-\infty }^{\infty }f(x)\ln(f(x))dx={\frac {k}{2}}+\ln \left(2\Gamma \left({\frac {k}{2}}\right)\right)+\left(1-{\frac {k}{2}}\right)\psi (k/2)}
其中{\displaystyle \psi (x)}是雙伽瑪函數。

### 卡方變數與Gamma變數的關系
當Gamma變數 頻率（λ）為1/2時，α的2倍為卡方變數之自由度。
即：
{\displaystyle r.v.Y=\chi ^{2}\left(U\right)=\Gamma \left(\alpha ={\frac {U}{2}},\lambda ={\frac {1}{2}}\right)}
{\displaystyle \operatorname {E} \left(\chi ^{2}\left(U\right)\right)=\operatorname {E} \left(Y\right)={\frac {\alpha }{\lambda }}={\frac {\frac {U}{2}}{\frac {1}{2}}}=U}
{\displaystyle \operatorname {Var} \left(\chi ^{2}\left(U\right)\right)=\operatorname {Var} \left(Y\right)={\frac {\alpha }{\lambda ^{2}}}={\frac {\frac {U}{2}}{\left({\frac {1}{2}}\right)^{2}}}=2U}
卡方變數之期望值＝自由度
卡方變數之方差＝两倍自由度

### 可加性
由定义可得，独立卡方变量之和同样服从卡方分布。特别地，若{\displaystyle X_{1},X_{2},\dots X_{n}}分别独立服从自由度为{\displaystyle k_{1},k_{2},\dots k_{n}}的卡方分布，那么它们的和{\displaystyle \sum _{i=1}^{n}X_{i}}服从自由度为{\displaystyle \sum _{i=1}^{n}k_{i}}的卡方分布。

### 偏差的平方和
若k个随机变量{\displaystyle Z_{1}}、......、{\displaystyle Z_{k}}是相互独立，符合标准正态分布的随机变量，则它们与均值之间偏差的平方和
{\displaystyle X=\sum _{i=1}^{k}(Z_{i}-{\bar {Z}})^{2}\sim \chi _{k-1}^{2}}
其中均值
{\displaystyle {\bar {Z}}={\frac {1}{k}}\sum _{i=1}^{k}Z_{i}}
它的平方正比于自由度为1的卡方分布，即
{\displaystyle n{\bar {Z}}^{2}\sim \chi _{1}^{2}}

## 卡方分布表
p-value = 1- p_CDF.
χ2越大，p-value越小，則可信度越高。通常用p=0.05作为閾值，即95%的可信度。
常用的χ2与p-value表如下:
| 自由度k \ P value （概率） | 0.95  | 0.90 | 0.80 | 0.70 | 0.50 | 0.30  | 0.20  | 0.10  | 0.05  | 0.01  | 0.001 |
| 1                          | 0.004 | 0.02 | 0.06 | 0.15 | 0.46 | 1.07  | 1.64  | 2.71  | 3.84  | 6.64  | 10.83 |
| 2                          | 0.10  | 0.21 | 0.45 | 0.71 | 1.39 | 2.41  | 3.22  | 4.60  | 5.99  | 9.21  | 13.82 |
| 3                          | 0.35  | 0.58 | 1.01 | 1.42 | 2.37 | 3.66  | 4.64  | 6.25  | 7.82  | 11.34 | 16.27 |
| 4                          | 0.71  | 1.06 | 1.65 | 2.20 | 3.36 | 4.88  | 5.99  | 7.78  | 9.49  | 13.28 | 18.47 |
| 5                          | 1.14  | 1.61 | 2.34 | 3.00 | 4.35 | 6.06  | 7.29  | 9.24  | 11.07 | 15.09 | 20.52 |
| 6                          | 1.63  | 2.20 | 3.07 | 3.83 | 5.35 | 7.23  | 8.56  | 10.64 | 12.59 | 16.81 | 22.46 |
| 7                          | 2.17  | 2.83 | 3.82 | 4.67 | 6.35 | 8.38  | 9.80  | 12.02 | 14.07 | 18.48 | 24.32 |
| 8                          | 2.73  | 3.49 | 4.59 | 5.53 | 7.34 | 9.52  | 11.03 | 13.36 | 15.51 | 20.09 | 26.12 |
| 9                          | 3.32  | 4.17 | 5.38 | 6.39 | 8.34 | 10.66 | 12.24 | 14.68 | 16.92 | 21.67 | 27.88 |
| 10                         | 3.94  | 4.86 | 6.18 | 7.27 | 9.34 | 11.78 | 13.44 | 15.99 | 18.31 | 23.21 | 29.59 |